# 張峨 (明朝)
張峨（？—？年），字蜀望，四川成都前衛軍籍河南南陽縣人。明朝政治人物。

## 生平
正德二年（1507年）丁卯科四川乡试舉人，九年（1514年）甲戌科二甲第三十九名進士，嘉靖時历官雲南按察司副使，九年（1530年）四月超升湖广按察使，十一年四月升广东右布政使，轉任贵州左布政使，十六年九月平定贵州平浪长官司叛苖馀党王聪、杨免等。